# André Cailloux
Pour les articles homonymes, voir Cailloux.
André Cailloux (Issoudun, Indre, France, 30 mai 1920 - Sherbrooke, 14 novembre 2002 ) est un illusionniste, chanteur, acteur, écrivain et scénariste québécois qui a conçu et animé plusieurs séries de télévision destinées aux enfants durant les années 1950, 1960 et 1970.

## Biographie
Né en France, il commence sa carrière comme magicien, chanteur et comédien dans son pays natal et en Suisse. Il s'installe à Montréal en 1951, à l'invitation du père Émile Legault, un des pionniers du théâtre québécois, où il se joint aux Compagnons de Saint-Laurent. Il a notamment joué au Théâtre du Nouveau Monde, à l'Arcade, au Théâtre-Club et au Théâtre du Rideau Vert.
Ses talents d'animateur et de conteur seront révélés par sa présence à la radio et à la télévision, dont Le Grenier aux images, Tic Tac Toc, Ulysse et Oscar, Le Grand Manitou et La Boutique de Monsieur Nicolas.
Il a aussi écrit pour des pièces de théâtre, de la poésie et de nombreux titres destinés à la jeunesse.
Sa conjointe, Jacqueline Mulberger, fut également sa collaboratrice pour certaines émissions dont Ulysse et Oscar.
En 1961, il fonde et dirige pendant plusieurs années avec son épouse Les Jardins de Grand-père Cailloux où se donnent aux enfants de trois à cinq ans des ateliers de diction, d'exercices phonétiques, d'expression corporelle, de techniques dramatiques et de manipulation de marionnettes. 
André Cailloux est le frère de Michel Cailloux.

## Filmographie

### comme acteur
- 1952 à 1957 : Le Grenier aux images : Grand-père
- 1952 à 1957 : Tic Tac Toc : animateur
- 1957 à 1967 : La Boîte à Surprise (série télévisée) : Grand-père Cailloux, Ernest[2] et Noé
- 1958 à 1959 : Pépé le cowboy (série télévisée) : Vieux Truc
- 1960 à 1962 : Le Moulin aux images (série télévisée): Maître Pierre
- 1961 : La Boutique de Monsieur Nicolas (série télévisée) : Monsieur Nicolas
- 1963 : Ti-Jean Caribou (série télévisée)
- 1964 à 1972 : Ulysse et Oscar (série télévisée) : Ulysse
- 1966 à 1967 : Le Grand Manitou (série télévisée) : Le Grand Manitou
- 1970 : Une maison... un jour... (TV) : Grand-père
- 1973 : Kamouraska : Ernest
- 1973 : Chez Verdurette : M. Clapotis
- 1974 et 1975 : Allô grenouille
- 1976 à 1979 : Virginie : Grand-père Cailloux
- 1980 à 1981 : À tire d’aile : créateur et scénariste
- 1981 : Salut! J.W. (TV) : Le prêtre
- 1987 : Le Frère André : Père Hupier
- 1991 : Prince Lazure (TV)
- 1995 : Le Sorcier : Supérieur de Joliette

## Théâtre jeunesse
- 1971: Frizelis et Gros Guillaume
- 1972: Frizelis et la fée Doduche
- 1973: L'Île-au-Sorcier
- 1974: L'enfant qui fait danser le ciel
- 1975: François et l'oiseau du Brésil
- 1976: Tombé des étoiles
- 1977: Anémone et l'impératrice

Les années indiquées correspondent aux premières représentations au Théâtre du Rideau Vert, à Montréal. 

## Récompenses et nominations

### Récompenses
- 1999 : Chevalier de l'ordre de la Pléiade

## Source biographique
- Grand-Père Cailloux, le semeur de bonheur, texte de Marie Desjardins, photographies d'Archives TV-Hebdo, 7 jours, Volume 14, No. 6, 7 décembre 2002, pages 76 à 79.

## Homonymie
- Capitaine André Cailloux (1825 – 1863)